# Imperio (libro)
Imperio es un libro escrito por los filósofos postmarxistas Antonio Negri y Michael Hardt. La obra se escribió a mediados de la década 1990 y se publicó en el año 2000, alcanzando rápidamente ventas superiores a las esperables para un trabajo académico.

## Resumen
El libro basa su argumento en una continua transición del fenómeno moderno del imperialismo, centrado en cada uno de los diferentes Estado-Naciones, hacia un emergente concepto postmoderno fundado por las potencias dominantes, a las cuales los autores se refieren como Imperio.
En Imperio se generan una serie de ideas en torno a las constituciones, la guerra mundial, y la lucha de clases. Por lo tanto, el Imperio está constituido por una monarquía (que los autores definen como los Estados Unidos y el G8, así como a organizaciones internacionales como la OTAN, el Fondo Monetario Internacional o la Organización Mundial del Comercio), una oligarquía (las corporaciones multinacionales y otros estado-naciones) y una democracia (diversas ONG y las Naciones Unidas).